# National Highway 31
National Highway 31 (NH 31) ist eine Hauptfernstraße im Nordosten des Staates Indien mit einer Länge von 1.125 Kilometern, die eine wichtige Verbindung zu den nordöstlichen Bundesstaaten darstellt. Sie beginnt in Barhi im Bundesstaat Jharkhand am NH 2 und führt nach 44 km durch diesen Bundesstaat weitere 322 km durch den benachbarten Bundesstaat Bihar. Anschließend führt sie 366 km durch den Norden des Bundesstaates Westbengalen sowie durch den Shiliguri-Korridor. Schließlich endet sie nach 393 km im Bundesstaat Assam in dessen größter Stadt Guwahati, wo der Brahmaputra überquert wird, am NH 37.